# Onuphis fuscata
Onuphis fuscata är en ringmaskart som beskrevs av Imajima 1986. Onuphis fuscata ingår i släktet Onuphis och familjen Onuphidae. Inga underarter finns listade i Catalogue of Life.